# The Game (Das Pop)
The Game is het vierde studioalbum van de Belgische indiepopgroep Das Pop. Het werd uitgebracht op 8 april 2011. Op 15 april werd het album voorgesteld aan het publiek tijdens een optreden in de AB te Brussel. The Game was het eerste album dat de band zelf produceerde. Er werd een lied per dag opgenomen, verspreid over vier sessies van elk drie dagen.
Voorafgaand aan de uitgave werd er een promotiecampagne gestart waarbij een figuur, The Black Juggler, in filmpjes op internet verscheen. Verschillende Belgische bands en artiesten plaatsten deze filmpjes op hun Facebookprofielen waaronder Goose, School is Cool, Soulwax, The Van Jets en Das Pop zelf.
Er verschenen vijf singles; The Game, Skip The Rope, Gold, Yesterday en de in eigen beheer uitgegeven Thunder & Lightning die alleen als download werd uitgebracht. Het album stond 25 weken in de Vlaamse Ultratop 200 Albums waarvan een week op nummer 13.

## Tracklist
Alle teksten zijn geschreven door Das Pop, alle muziek is geschreven door Das Pop.
| Nr. | Titel                   | Duur |
| --- | ----------------------- | ---- |
| 1.  | The Game                | 4:39 |
| 2.  | Skip The Rope           | 3:15 |
| 3.  | Flowers In The Dirt     | 4:09 |
| 4.  | Girl Wolf               | 3:00 |
| 5.  | Fair Weather Friends    | 3:43 |
| 6.  | Wronging The Rights     | 3:22 |
| 7.  | I Me Mine               | 4:37 |
| 8.  | The Thunder             | 3:44 |
| 9.  | Gold                    | 4:03 |
| 10. | A Kiss Is Not A Crime   | 4:15 |
| 11. | Yesterday               | 4:38 |
| 12. | It Was A Very Good Year |      |
| 13. | The Thunder (demo)      |      |

## Credits

### Bezetting
- Bent Van Looy (zang)
- Reinhard Vanbergen (gitaar)
- Niek Meul (bas)
- Matt Eccles (drums)
- Noonie Bao (achtergrondzang op Fair Weather Friends)
- Laurent Bardainne (saxofoon op Yesterday)

### Productie
- Kamagurka (hoesontwerp)
- Ted Jensen (mastering)
- Terry Manning (mix)